# Kleine polder (Groede)
De Kleine polder (ook: Kleine Gerard de Moorspolder) is een polder ten noorden van Groede, behorend tot de Catspolders in Zeeland.
De polder, die 44 ha groot is, werd in 1613 herdijkt, mede door toedoen van Jacob Cats. Tegenwoordig wordt het gebied vrijwel geheel ingenomen door een grootschalige camping. Tussen de Kleine polder en de kust liggen de Groedse Duintjes.
De polder wordt begrensd door de Clethemsweg en de Zwartegatse Kreek.